# Bierzwienna Krótka
Bierzwienna Krótka – wieś w Polsce położona w województwie wielkopolskim, w powiecie kolskim, w gminie Kłodawa.
Wieś wraz z wsiami: Bierzwienna Długa i Bierzwienna Długa-Kolonia są zwyczajowo nazywane przez mieszkańców pobliskich miejscowości Bierzwienna.
W 2023 i 2024 roku na terenie wsi podczas badań archeologicznych odnaleziono miejsca pochówku żołnierzy Wehrmachtu oraz niemieckich cywilów, którzy zginęli podczas II wojny światowej.